# ژاپن در المپیک تابستانی ۲۰۰۸
ژاپن در بازی‌های المپیک تابستانی ۲۰۰۸ که در شهر پکن چین برگزار شد شرکت کرد. کاروان ژاپن با ۳۳۲ ورزشکار در این رقابت‌ها شرکت کرد و موفق به کسب ۲۵ مدال (۹ طلا، ۶ نقره، ۱۰ برنز) شد. در جدول رتبه‌بندی توزیع مدال‌ها، ژاپن در ردهٔ ۸ مسابقات قرار گرفت.